# Ludność Lubawki
Ludność Lubawki wynosi obecnie według stanu z 30 czerwca 2020 roku 5954 mieszkańców. Miasto z roku na rok odnotowuje spadki ludności. W latach 2002–2019 ludność Lubawki spadła o około 10%.

Herb miasta Lubawka.

## Zestawienie ludności na przestrzeni lat
- 1850 - 1 997
- 1860 - 2 488
- 1870 - 3 854
- 1880 - 4 871
- 1890 - 4 890
- 1900 - 4 639
- 1910 - 4 786
- 1946 - 3 614
- 1950 - 5 000
- 1960 - 6 100
- 1970 - 6 700
- 1980 - 6 900
- 1991 - 7 334
- 1995 - 6 963
- 1996 - 6 942
- 1997 - 6 934
- 1998 - 6 907
- 1999 - 6 729
- 2000 - 6 705
- 2001 - 6 657
- 2002 - 6 653
- 2003 - 6 571
- 2004 - 6 580
- 2005 - 6 559
- 2006 - 6 485
- 2007 - 6 410
- 2008 - 6 351
- 2009 - 6 301
- 2010 - 6 277
- 2011 - 6 430  (spis powszechny)
- 2012 - 6 396
- 2013 - 6 317
- 2014 - 6 236
- 2015 - 6 192
- 2016 - 6 172
- 2017 - 6 106
- 2018 - 6 063
- 2019 - 5 989
- 2020 - 5 954